# Ludwigskirche
Ludwigskirche v starem delu Saarbrücknu v Nemčiji je luteranska cerkev v baročnem slogu. Je simbol mesta in velja za eno najpomembnejših protestantskih cerkva v Nemčiji, skupaj z dresdensko Frauenkirche in cerkvijo sv. Mihaela v Hamburgu.